# Takahaanoja
De Takahaanoja is een beek in het noorden van Zweden, voert water van een moeras naar het Puostijärvi, komt daar in de Puostirivier uit en is 3,5 kilometer lang. De Puostirivier wordt later Armasrivier.
Afwatering: Takahaanoja → Puostirivier  → Torne → Botnische Golf